# Szlarnik nadobny
Szlarnik nadobny (Zosterops kulambangrae) – gatunek małego ptaka z rodziny szlarników (Zosteropidae). Występuje endemicznie na kilku wyspach z grupy wysp Nowa Georgia należącej do Wysp Salomona. Nie jest zagrożony wyginięciem.

## Systematyka
Gatunek ten po raz pierwszy zgodnie z zasadami nazewnictwa binominalnego opisali niemiecki przyrodnik Ernst Hartert i angielski zoolog Walter Rothschild w 1901 roku na łamach „Novitates Zoologicae”. Autorzy nadali gatunkowi nazwę Zosterops kulambangrae, a jako miejsce typowe podali wyspę Kulambangra.
Dawniej gatunek ten bywał niekiedy nazywany Zosterops rendovae, gdyż jako miejsce typowe tego taksonu błędnie podano wyspę Rendova; po tym jak ustalono, że okazy typowe Z. rendovae w rzeczywistości pochodziły z wyspy Makira (dawniej San Cristobal), nazwa ta jest używana dla innego gatunku – szlarnika rajskiego.
W tradycyjnym ujęciu systematycznym wyróżnia się trzy podgatunki Zosterops kulambangrae: nominatywny, paradoxus i tetiparius. To ujęcie systematyczne nadal stosują autorzy Kompletnej listy ptaków świata oraz IUCN korzystająca z listy ptaków opracowywanej we współpracy BirdLife International z autorami Handbook of the Birds of the World. Niektórzy autorzy w oparciu o badania genetyczne wydzielają podgatunki paradoxus i tetiparius do osobnego gatunku Zosterops tetiparius. Obecnie uważa się, że szlarnik nadobny jest gatunkiem siostrzanym z Zosterops tetiparius (o ile uzna się go za osobny gatunek) i szlarnikiem szlachetnym (Zosterops splendidus).

### Etymologia
- Zosterops (Fosterops): gr. ζωστηρ zōstēr, ζωστηρος zōstēros „pas”; ωψ ōps, ωπος ōpos „oko”[15].
- kulambangrae: od nazwy wyspy Kulambangra, na której gatunek został po raz pierwszy odkryty[16].

## Morfologia
Mały ptak o szpiczastym, zakrzywionym, stosunkowo dużym i długim czarnym dziobie. Nogi i stopy słomkowożółte. Tęczówki czerwonobrązowe. Nie występuje dymorfizm płciowy. Wokół oczu charakterystyczne, dosyć wąskie, białe obrączki oczne, które od strony dzioba są przerwane czarną plamką. Wokół obrączek ocznych czarne pręgi. Od dzioba do oczu i pod nimi wyraźne czarne zabarwienia. Górna część głowy, kark i grzbiet oliwkowozielonkawe. Czoło i okolice nozdrzy czarniawe. Policzki, gardło, pierś, brzuch i boki ciała żółtawe z oliwkowozielonym odcieniem. Środek brzucha i pokrywy podogonowe żółte. Ogon czarniawy z oliwkowymi krawędziami. Młode osobniki mają jaśniejsze gardło i brzuch oraz są bardziej zielonkawe na piersi i bokach. Długość ciała 11,5–12 cm. Długość skrzydeł 62–65 mm, ogona 43–44 mm, skoku 18 mm, a dzioba 16–16,5 mm.

## Zasięg występowania
Zasięg występowania (EOO, Extent of Occurrence) według szacunków organizacji BirdLife International obejmuje tylko około 9,4 tys. km². Szlarnik nadobny występuje na kilku wyspach z grupy wysp Nowa Georgia należącej do Wysp Salomona. Podgatunek nominatywny zamieszkuje wyspy Kolombangara, Vonavona, Kohinggo, Nowa Georgia, Vangunu i Nggatokae, podgatunek paradoxus wyspę Rendova, a tetiparius – Tetepare. Występuje najczęściej na terenach położonych do 1350 m n.p.m. W zakresie wysokości 950–1350 m n.p.m. jego zasięg występowania pokrywa się ze szlarnikiem pustelniczym (Zosterops murphyi).

## Ekologia
Gatunek ptaka, którego habitatem są różne środowiska od lasu mglistego do lasów wtórnego wzrostu. Dieta tego gatunku nie jest opisana. Spotykany jest w stadach mieszanych, m.in. z wachlarzówką rdzawą, wachlarzówką białoskrzydłą i muszarką stalową. Żeruje we wszystkich piętrach lasu. Długość pokolenia jest określana na 3,5 roku.

### Rozmnażanie
Brak informacji na temat rozmnażania.

## Status zagrożenia
W Czerwonej księdze gatunków zagrożonych Międzynarodowej Unii Ochrony Przyrody (IUCN) szlarnik nadobny jest klasyfikowany jako gatunek najmniejszej troski (LC, ang. Least Concern)). Liczebność populacji nie została oszacowana, ale gatunek ten opisywany jako lokalnie pospolity, a trend populacji uznawany za spadkowy ze względu na zmniejszanie się naturalnego habitatu oraz jego fragmentację.